# El Pont Vell (Margalef)
El Pont Vell és una obra amb elements gòtics de Margalef (Priorat) inclosa a l'Inventari del Patrimoni Arquitectònic de Catalunya.

## Descripció
Pont d'un sol ull, bastit de pedra amb reforça de carreu als angles. L'arc és apuntat. Pren suport en el marge dret del riu Montsant i per l'altre costat, en una massa de conglomerat que hi ha dins el llit d'inundació del riu. El seu ample original era lleugerament superior a un metre, i fou eixamplat en època incerta. La part superior és desfigurada per un eixamplament a la calçada, realitzat fa poc, encara que hom ha conservat tot el basament de pedra. Actualment permet el pas a un segon pont que sembla contemporani de la primera ampliació i que pren suport en el conglomerat central i a la riba esquerra del riu Montsant, motiu pel qual hom ha anomenat aquest pont "el vell".

## Història
Va ser construït en època incerta, que hom podria datar, però, cap a la fi de l'Edat Mitjana. Permetia el pas cap als camps de conreu de l'altre costat del riu. Fou ampliat en època no coneguda, amb un ritme constructiu lleugerament diferent i sotmès a una nova ampliació aquests darrers anys.